# 花柳典幸
花柳 典幸（はなやぎ のりゆき、1969年（昭和44年）8月16日 - ）は、花柳流の日本舞踊家。様々な舞台で踊る一方、商業演劇、テレビなどの振付、所作指導などを手掛けている。本名は青山典靖。
二代目花柳錦之輔の次男。兄は三代目花柳壽楽。祖父は人間国宝の二代目花柳壽楽、親類には花柳流三世宗家家元三代目花柳壽輔、十五代目片岡仁左衛門などがいる。
オフィス天童に所属。玉川大学文学部芸術学科演劇専攻卒。
妻は元宝塚歌劇団月組娘役の西條三恵。

## 舞踊公演
- 「錦会 」主催
- 「花柳典幸の会」主催
- 日本舞踊協会公演

## 受賞歴
- 2001年度（第33回）舞踊批評家協会新人賞[1]
- 2009年度（第64回）文化庁芸術祭新人賞[1]
- 2009年度（第31回）松尾芸能賞新人賞[1]
- 2011年度（第66回）文化庁芸術祭優秀賞[1]
- 2012年度（第27回）花柳壽應賞新人賞[1]

## 振付作品
- 天保ねずみ伝
- 蔵（BSテレビ）
- 輪違屋糸里（TBSテレビ）
- 竜馬がゆく（TBSテレビ）
- 日立 Wooo 赤い廊下編（テレビCM）
- 日立 Wooo 月下のささやき編（テレビCM）
- 中村美律子オンステージ
- Yutaka Toshimi SHOW!SHOW!SHOW!
- 宝塚花組　近松心中物語
- 宝塚月組　春の雪
- 平清盛（NHK大河ドラマ）所作指導
- ぴんとこな（TBSドラマ）所作指導

他多数